# 정동채
정동채(鄭東采, 1950년 7월 3일~)는 대한민국의 정치인이다. 제11대 문화관광부 장관을 지냈으며 제15·16·17대 국회의원을 지냈다. 본관은 하동(河東)이다.

## 학력
- 광주대성국민학교 졸업
- 광주동중학교 졸업
- 살레시오고등학교 졸업
- 경희대학교 문리과대학 국어국문학 학사

## 경력
- 1980년 합동통신 해직, 반미단체 조성
- 1981년 미국 필라델피아 자유신문 입사
- 1983년 미국 워싱턴 한국인권문제연구소 김대중이사장 공보비서
- 1988년~1993년 한겨레신문 정치부 차장·여론매체부장·생활환경부장·논설위원
- 1993년 아·태평화재단 김대중이사장 비서실장
- 1995년 새정치국민회의 총재비서실장
- 1996년 제15대 국회의원(광주 서구, 새정치국민회의→새천년민주당, 초선)
- 2000년 새천년민주당 대표비서실장
- 2000년~2004년 제16대 국회의원(광주 서구, 새천년민주당→무소속→열린우리당, 재선)
- 2000년 새천년민주당 기획조정실장
- 2000년 새천년민주당 광주광역시 지부 위원장
- 2002년 새천년민주당 노무현 대통령후보 비서실장
- 2002년 새천년민주당 노무현 대통령후보 정무특보
- 2003년 열린우리당 홍보위원장
- 2004년 열린우리당 홍보기획단장
- 2004년 제17대 국회의원(광주 서구 을, 열린우리당→대통합민주신당→통합민주당, 3선)
- 2004년 열린우리당 윤리위원장
- 2004년 문화관광부 장관
- 2007년 대통합민주신당 사무총장
- 더불어민주당 일반고문
- 대통령비서실 인도·호주 특사
- 대한석유협회 회장

## 자녀
- 배우자: 허영선
- 자녀: 1남 1녀

## 역대 선거 결과
|  | 85.64% |

|  | 91.21% |

|  | 51.59% |

## 소속 정당
| 소속 정당 | 소속 정당      | 소속 기간 | 비고      |
| --------- | -------------- | --------- | --------- |
|           | 새정치국민회의 | 1996~2000 | 정계 입문 |
|           | 새천년민주당   | 2000~2003 | 합당      |
|           | 무소속         | 2003      | 탈당      |
|           | 열린우리당     | 2003~2007 | 창당      |
|           | 무소속         | 2007      | 탈당      |
|           | 대통합민주신당 | 2007~2008 | 창당      |
|           | 통합민주당     | 2008      | 합당      |
|           | 민주당         | 2008~2011 | 당명 변경 |
|           | 민주통합당     | 2011~2013 | 합당      |
|           | 민주당         | 2013~2014 | 당명 변경 |
|           | 새정치민주연합 | 2014~2015 | 합당      |
|           | 더불어민주당   | 2015~현재 | 당명 변경 |

## 같이 보기
- 서구 (광주 선거구)
- 서구 을 (2004년 광주 선거구)
- 광주 서구의 국회의원
- 대한민국의 문화체육관광부 장관